# Franz Schönfellner
 Franz Schönfellner  (* 24. November 1955 in Krems an der Donau, Niederösterreich) ist ein österreichischer Historiker.

## Leben
Franz Schönfellner wurde in Krems an der Donau geboren, wo er das Piaristengymnasium besuchte. Er studierte an der Universität Wien bei Heinrich Lutz und Karl Gutkas Geschichte.
Von 1982 bis 1992 war er Mitarbeiter des Österreichischen Staatsarchivs, Abt. Finanz- und Hofkammerarchiv.
Von 1992 bis 2017 arbeitete er im Kulturamt der Stadt Krems an der Donau. Ab 1993 leitete er das Museum der Stadt Krems, das als einer der ersten in Österreich das Österreichische Museumsgütesiegel erhielt. Er konzipierte und begleitete unter anderem den Generalumbau im Dominikanerkloster Krems für das Museum in den Jahren 1994–1996 und die nachfolgenden Revitalisierungsmaßnahmen bis zum Jahr 2016. Dazu gehörten auch die räumliche Eingliederung und Adaptierung der Stadtbücherei und Mediathek Krems sowie die Neuaufstellung des Archivs der Stadt Krems in den Jahren 2007/2008. 2006 redigierte er den Kulturentwicklungsplan der Stadt Krems. Von 2005 an war er Leiter des Kulturamtes der Stadt Krems, von 2007 bis 2017 Leiter des Bereiches 2 des Magistrates der Stadt Krems. 2012 wurde von ihm das neue Museum Krems im Dominikanerkloster konzipiert und realisiert. Von 1996 bis 2012 leitete er das Wachaufilmfestival.
Von 2001 bis 2008 war er zudem Vorstand der Wachauer Messe AG, später: Agentur Krems. Er war bis 2017 Vorstandsmitglied des Arbeitskreises Wachau und Mitglied des Österreichischen Museumsbundes.
Vorträge an der Volkshochschule Krems und im In- und Ausland zu kulturwissenschaftlichen Themen zeichnen neben diversen Publikationen und seiner Mitarbeit bei Ausstellungen seinen bisherigen Weg als Kulturhistoriker.
Er ist verheiratet und hat zwei Kinder.

## Publikationen (Auswahl)
- Krems zwischen Reformation und Gegenreformation. (= Publikationen des Vereines zur Landeskunde von NÖ, Bd. 24). 1985.
- Die Stadt Krems und die evangelische Ständepolitik in Österreich unter der Enns. In: Veröffentlichungen des Verbandes Österreichischer Geschichtsvereine. 25, Wien 1985.
- Der Bund als Gesellschafter der WÖK in der Ersten Republik. In: Mitteilungen des Österreichischen Staatsarchivs. 39, Wien 1986.
- Kirchlicher Alltag in der Mitte des 16. Jahrhunderts. In: Wiener Beiträge zur Geschichte der Neuzeit. 14, Wien 1987, ISBN 3-7028-0255-X.
- Bürgerstolz und Gotteswelt. In: Tausend Jahre Krems. Ein Jubiläumsbuch. Wien 1995, ISBN 3-224-17613-X.
- Das Weinstadtmuseum Krems von seinen Anfängen bis zur zweiten Republik. In: Archäologie Österreichs Sonderausgabe. 6, Wien 1995.
- mit Harry Kühnel (Hrsg.): Tausend Jahre Krems. Ein Jubiläumsbuch. Wien 1995, ISBN 3-224-17613-X.
- WEINSTADTmuseum Krems. Ein neues Museum in Niederösterreich. In: Archäologie Österreichs. 7/2, Wien 1996.
- WEINSTADTmuseum Krems. In: Neues Museum. 2, Wien 1996, ISSN 1015-6720.
- als Hrsg.: Martin Johann Schmidt: Im Rausch der Sinne. Krems 2001, ISBN 3-901664-07-6.
- Die Kulturlandschaft Wachau. In: Österreichs Welterbe. Wien 2002, ISBN 3-85498-178-3.
- Krems und Stein. Ein Reiseführer. Bibliothek der Provinz, Weitra 2007, ISBN 978-3-85252-847-2.
- Krems und Stein, das Tor zur Wachau. (Kleiner Reiseführer). Schnell & Steiner, Regensburg 2008, ISBN 978-3-7954-6730-2.
- Krems schafft Zukunft. LWmedia, Krems-Wien 2017, ISBN 978-3-9504163-3-6.

## Auszeichnungen
- Anerkennungspreis des Landes Niederösterreich 1986.
- Medaille für Verdienste um den Denkmalschutz der Republik Österreich, 2001

## Ausstellungstätigkeit
- 1995/1996 Neukonzeption des Museums Krems und des Weinbaumuseums als Weinstadtmuseum
- Wissenschaftliche Mitarbeit an der Ausstellung Franz Grillparzer (Bundesministerium für Finanzen, 1991).
- Wissenschaftliche Mitarbeit an der Ausstellung Das andere Mittelalter, Kunsthalle Krems / Minoritenkirche Krems-Stein (1992).
- Mitarbeit bei Gottfried Helnwein / Apokalypse, Dominikanerkirche (1999).
- Ausstellungsleitung Warlamis, Alexander 2000, Dominikanerkirche Krems (1999).
- Projektleitung Martin Johann Schmidt, im Rausch der Sinne, Dominikanerkirche (2001).
- 2012 Neukonzeption des Weinstadtmuseum Krems als Museum Krems.